# Rudawa (Petite-Pologne)
Pour les articles homonymes, voir Rudawa.
Rudawa est un village de Pologne, située dans le sud du pays, dans la voïvodie de Petite-Pologne. Il fait partie de la gmina de Zabierzów, dans le powiat de Cracovie.